# Fernelmont
Fernelmont (wa. Ferneamont) – miejscowość i gmina w Belgii, w Regionie Walońskim, w prowincji Namur, w okręgu Namur. 1 stycznia 2024 roku liczyła 8210 mieszkańców.

## Podział administracyjny
W skład gminy wchodzi dziesięć dzielnic (section):
- Bierwart
- Cortil-Wodon
- Forville
- Franc-Waret
- Hemptinne
- Hingeon
- Marchovelette
- Noville-les-Bois
- Pontillas
- Tillier

## Demografia
- Źródła: NIS, od 1806 do 1981= według spisu; od 1990 liczba ludności w dniu 1 stycznia

1 stycznia 2024 całkowita populacja Fernelmontu liczyła 8210 osób. Łączna powierzchnia gminy wynosi 65,82 km², co daje gęstość zaludnienia 125 mieszkańców / km².

## Współpraca
Miejscowości partnerskie:
- Coursac, Francja
- Tiébélé, Burkina Faso